# 國定殺戮日
《國定殺戮日》（英語：The Purge）是一部2013年的美國動作恐怖電影，由詹姆斯·狄莫納哥擔任導演和編劇。本片由伊森·霍克、琳娜·海莉、麥斯·博克霍德、阿黛萊德·凱恩、里斯·韋克菲爾德與阿爾迪斯·霍奇主演。電影2013年6月7日在北美上映。為預算僅300萬美元的低成本電影和「國定殺戮日系列電影」的第一集。
儘管電影獲得褒貶不一的評價，但票房取得成功。預算300萬美元，票房近9000萬美元（8932萬8627美元），三十倍的獲益。這部電影成了2013年萬聖節恐怖之夜的大成功。之後便推出了一系列的續集。

## 劇情
2022年的洛杉磯，殺戮日開始的兩小時前，家用保全系統商人詹姆斯·桑丁在公司銷售額居首而大獲全勝後，開心地回到郊區家中豪宅裡向妻子瑪麗、女兒柔伊和兒子查理宣佈這條好消息，用完晚餐後等待接下來的時刻。在殺戮日開始的一分鐘前，詹姆斯野心勃勃地為家人展示自己引以為豪的堡垒型保全系统：利用幾英尺高的淬火鋼墻封住所有窗戶和大門，認為足以能讓他們今晚高枕無憂。隨後，美國新聞開始播報固定預警系統，隨著幾聲警報響起開始長達十二小時的街頭血洗，桑丁一家決定用娛樂來打發接下來的幾個小時。而柔伊回房間時發現她的男友亨利躲在裡面，其希望能靠今晚向柔伊父親詹姆斯證明自己能跟她交往，兩人便背著家人躲在房間裡约会。
不到幾小時，電視直播到美國各地街道已戰火連連、屍體遍佈、血流成河，查理偷看家庭監視器注意到一名渾身淤血的陌生人來到他們家門口上求救，基於同情心而私自打開主門將他放進家裡躲避。當詹姆斯與瑪麗看到查理放進來的陌生人時，亨利到樓下掏出手槍打算殺死詹姆斯，以和柔伊雙宿雙飛，卻先被有所防備的詹姆斯開兩槍身亡。陌生人趁混亂跑進房子中失去蹤影，迫使一家人分頭尋找他。這時，十幾名全副武裝、面戴笑臉面具的青少年來到桑丁家豪宅前，其領袖靠桑丁一家門口擺放的支持殺戮日的藍花盆，希望他們一家能和平地將陌生人交出來接受他們的制裁，順勢斷掉豪宅的電力作為警告手段。恐慌之餘，詹姆斯對家人坦白他的保全系統是外表看似堅固、並不是應對特殊緊急情況所設計的“裝飾品”，如果按兵不動絕對會被一網打盡，因此決定找出陌生人來兌現外面敵人的要求。
除了詹姆斯與瑪麗在黑暗豪宅裡四處尋找時，查理不情願交出他救的陌生人，而利用自己研製的具有視訊與閃光功能的機器人，將陌生人引導到自己的一個藏匿壁櫥中。柔伊不慎找到他的躲藏地，因此被陌生人挾持為人質，詹姆斯將陌生人壓制後將他拿膠帶捆綁，甚至為了防止他亂動而用刀子折磨，所有人在無法接受這種殘酷手段後遠離他，霎那間領略到自己太過殘酷後，詹姆斯決心抗擊外面的敵人以捍衛家人。外面的青少年們通過幾輛卡車和鐵鏈拴住所有鐵墻，在同一時間將所有的鐵墻全部拉塌，集體跑進豪宅裡中瘋狂破壞。詹姆斯拿出家裡收藏的散彈槍殺死幾位敵人，青少年領袖突然出現一刀刺傷他。詹姆斯忍著疼痛爬到樓梯口遇到瑪麗與查理，領袖也跟著他走到門口打算了結一家人，所幸柔伊將他開數槍射殺身亡而救下家人。
重傷的詹姆斯因失血過多身亡，瑪麗、查理與柔伊三人抱著其遺體痛哭時，一家人的鄰居格蕾絲·費因率領的友好鄰居們，走進豪宅中殺死所有青少年。格蕾絲看似是想過來拯救，但其實因為長期不滿桑丁一家仗著金錢權勢在他們面前裝腔作勢，因此領導所有鄰居趁他們這次保全系統失效時將她們一家屠殺。當格蕾絲一行人也拿出菜刀、手牽手、念完宣言，準備除掉桑丁一家以洗滌掉他們長久以來累積的怨恨時，陌生人為了報恩而現身制止並挾持格蕾絲做人質，迫使其他人棄械投降並鬆綁瑪麗一家人。陌生人讓瑪麗決定格蕾絲一行人的命運，而瑪麗最終決定饒恕她們，以報答她們從青少年手中救過她的家人。早晨七點整，所有人坐在餐桌上等待結束時刻，企圖搶走桌上散彈槍的格蕾絲被瑪麗用桌子撞碎鼻子作為懲罰。隨著幾聲警報聲的響起，2022年國定殺戮日就此結束。
格蕾絲一行人狼狽離開後，陌生人將槍留下、祝一家人好運後也離開豪宅，留下瑪麗、查理與柔伊三人聽著前來街道上收場的警車、消防車與救護車的聲音。之後，早間新聞表明，今年殺戮日再度大贏，街上留下的屍體和彈殼數量再創新高，證券交易所的調查報告顯示所有家用保全系統和槍械製造商的股價幾乎是以火箭的速度上升，讓美國更加開始期待下一屆殺戮日。

## 演員

### 桑丁家
- 伊森·霍克 飾 詹姆斯·桑丁

家庭保全企業總裁，心中對於事業與金錢遠遠超過了自己的家人，因此有時完全不把家人放在眼中。
- 琳娜·海莉 飾 瑪麗·桑丁

詹姆斯的妻子，性格與詹姆斯相反，關心自己的兒女，一直打算說服詹姆斯多關心一點家人。
- 阿黛萊德·凱恩 飾 柔伊·桑丁

詹姆斯與瑪麗的大女兒，學校的資優生，但因為處於叛逆期而對家人有非常大的意見。
- 麥斯·博克霍德（英语：Max Burkholder） 飾 查理·桑丁

柔伊的弟弟，富有同情心，擅長發明，因為年齡最小而對殺戮日感到十分不解。

### 殺戮者
- 雷斯·威克菲爾德 飾 「領導人」

本名不詳，青少年殺戮軍團的領導者，陰險變態，為了達到目的不惜血本。
- 艾莉加·巴利吉斯 飾 格蕾丝·费缨

桑丁家的友好鄰居，也經常在殺戮日期間與其他朋友開派對。

### 其他
- 艾德恩·霍吉 飾 德維恩·畢夏普／陌生人（英语：Dwayne Bishop）

普通無家可歸者，在被青少年軍團追殺時躲進了桑丁家而造成了兩方夾殺。
- 東尼·羅利爾 飾 亨利

柔伊的男友，年紀大上柔伊一些，因此交往不受詹姆斯贊成。
- 凱倫·史特拉斯曼 飾 新聞主播（配音）

報導美國晨間新聞的女主播。

## 發布
該片於2013年5月2日在斯坦利電影節上初次公演，並於2013年6月7日在美國各大戲院上映。

### 評價
《國定殺戮日》大多獲得負面的評價，爛番茄分數37％，Metacritic根據33條評論得分44/100，在CinemaScore上則獲得「C」的評價。

### 票房
電影首映周末，《國定殺戮日》獲得1680萬美元，周末結束後共得3410萬美元。北美當地票房為6447萬3115美元，與全球共計8704萬3336美元，大幅超過僅300萬美元的預算。

## 續集
由於第一部電影票房的成功，於2013年11月20日宣布推出。全球於2014年7月18日上映。

## 備註
1. 前譯：滅絕遊戲。

## 外部連結
- 互联网电影数据库（IMDb）上《國定殺戮日》的资料（英文）
- Box Office Mojo上《國定殺戮日》的資料（英文）
- 豆瓣电影上《國定殺戮日》的資料 （简体中文）
- 爛番茄上《國定殺戮日》的資料（英文）
- Metacritic上《國定殺戮日》的資料（英文）
- AllMovie上《國定殺戮日》的资料（英文）